# Databasemodelleringsoftware
Databasemodelleringsoftware is computerprogrammatuur waarmee databases mee ontworpen kunnen worden. Vaak zit er een grafische designer bij deze software om het werken met een database te vereenvoudigen.
Databasemodelleringsoftware kan specifiek voor één type database ontworpen zijn, maar kan ook meerdere types van databases (MySQL, PostgreSQL, SQLite) ondersteunen. Daarnaast kunnen nog andere beheerfuncties in de software beschikbaar zijn om het onderliggende databasesysteem in te stellen.

## Voorbeelden
- LibreOffice Base
- Microsoft Access
- MySQL Workbench
- SQL Server Management Studio